# バカリズムのオールナイトニッポンGOLD
『バカリズムのオールナイトニッポンGOLD』（バカリズムのオールナイトニッポンゴールド）は、ニッポン放送で2013年10月7日から2015年9月21日まで放送されていた生放送の番組である。
2018年1月11日からは3ヶ月限定で『バカリズムのオールナイトニッポンPremium』を放送していた。

## 番組概要
2012年8月29日にオールナイトニッポン45周年 お笑いオールスターウィーク枠の単発番組として「バカリズムのオールナイトニッポン」を放送、同年10月12日や2013年5月3日 にはオールナイトニッポンGOLD オールナイトニッポン45周年特別企画枠で単発番組が放送された。それらが好評だったことで10月7日よりレギュラー化。なお、バカリズム自身のオールナイトニッポンのパーソナリティは、単発ではしてきたものの、生放送でのレギュラーパーソナリティを務めるのは、これが初めてとなる。
2013年9月10日にパーソナリティになることが発表され、この中で、バカリズム自身は「ずっとやりたかった。ふつつかなパーソナリティですが、“温かい耳で”聞いていただきたい」とした上で「（この番組を）聞かなかったことで翌日の学校や会社の話題についていけないラジオにしたい」と気合を見せている。
また、バカリズム自身のツイッターアカウント内で、2013年10月2日未明にツイートした内容によれば、「この番組内の音楽を、すごい方に協力してもらえることになった」と語り、その上で、「おもっこいい ラジオになりそうだ。」を自信を見せていたが、2013年10月6日のツイートでは「CM前とかの音楽をテイ・トウワさんに提供してもらいました。」と、作曲者を明かした。
こうして、2年間にわたって放送してきたが、月曜から木曜のオールナイトニッポンGOLDの枠廃止に伴って2015年9月21日に番組は最終回となったが、最終回2日後には祝日特番として「バカリズムのトイレとラジオ」が放送された。
その後、ゲスト出演等でラジオ番組にすることはあったものの、パーソナリティとしての出演はなかったが、縁のある星野源の代役として2017年11月28日に「バカリズムのオールナイトニッポン」が放送。さらに2018年1月11日から3ヶ月限定で『オールナイトニッポンpremium』の木曜日パーソナリティを担当。ラジオのレギュラー出演は2年3ヶ月ぶりとなった。

## コーナー
架空○○日記
第1回（2013年10月7日） - 
バカリズムが執筆した「架空OL日記」という著書にちなみ、あるジャンルの人物になりきった架空の日記を紹介。
エロリズム論
第1回（2013年10月7日） - 
かねてから、バカリズムは「AVを見た数は経験人数に入れても良い」と主張してきたが、リスナーには、下ネタの中にも、いわば品がある「下名言」を募る。毎週、オープニングのタイトルコールの前に、一通読む。
また、バカリズムはこのコーナーを書籍化しようと企んでいた。その後、「バカリズムのエロリズム論」というタイトルで2014年9月5日に発売されることになり、この本には、番組内で読まれた「エロリズム論」のリスナーの投稿の中から、バカリズム自身とスタッフが厳選したおよそ200ネタを、バカリズムの解説とともに掲載されるとともに、表紙イラストと挿絵は五月女ケイ子が担当。
以上の2つは特番時代に行い、現在も続いている。
偏見！勝手に目撃情報
第74回（2015年4月6日） - 
「あの人がこんなところにいました」「あの人ならこんなところにいそう」といった有名人の勝手な目撃情報を発表する。
CD再生工場
第74回（2015年4月6日） - 
ニッポン放送のCDルームには膨大なSE（効果音）集があり、その中には「一生使う機会が無い」であろうものも存在する。
それらの音にピタッとはまるシチュエーションを募集し、一生使わなかったであろうSEを文字通り「再生」させようというもの。
ちなみに初回のテーマは「登場音4」。
その後、「変なの！２」「異星人からの攻撃Ｃ」「華麗２」「ゲーム系５」「パフパフプヨプヨ３」「咆哮の２」「一段落のＢ」「宇宙の鉄砲音３」「パーカッション２」「洋食１」「歴史」「これなんだ？の２」と毎週テーマが変わる。
升野英知のナイスナイト ナイストーク
第74回（2015年4月6日） - 
過去番組内で何度か話題に出た『磯山さやかのGoodナイト!Goodトーク!』をベースにしたコーナー。
「いい感じにつまらない」質問・エピソードメールを読み、「いい感じにつまらなく」答える。

### 過去行われていたコーナー
ブロックorリツイート
第1回（2013年10月7日） - 第14回（2014年1月13日）
バカリズムのTwitterアカウントにリプライしたいが、どんなことを書けば良いかがわからないというリスナーのために、ブロックするか、リツイートするかを事前に教えてもらうコーナー。
バカリズムに教えてのコーナー
第1回（2013年10月7日） - 第14回（2014年1月13日）
世の中の様々なモノの大きさを 「○○の○○は、○○の何個（何人）分」という風に、わかりやすく教えてもらうコーナー。
擬人化ランキング
第1回（2013年10月7日） - 第73回（2015年3月30日）
身の回りにあるモノを、もし擬人化した場合の、リスナーが思う願望をランキング形式で紹介。
ブラッシュアップ広辞苑
第15回（2014年1月20日） - 第73回（2015年3月30日）
より薄い広辞苑をめざし、広辞苑の中の不要と思われる語を募る。
僕らの脳内音楽
第15回（2014年1月20日） - 第73回（2015年3月30日）
あるシチュエーションの中で、脳内で流れる音楽を紹介。

### 特番当時のコーナー
バカリズム新メンバーオーディション
特番第1回（2012年8月29日）
当初は２人組として活動していたバカリズム。放送を機にバカリズムが新メンバーを募集するコーナー。
（応募条件）・健康な20代女性・容姿端麗・巨乳が望ましい・バカリズムを男として見ている・東京在住・呼び出したらすぐ来る、雰囲気を見てすぐ帰る。・バカリズムが何を言っても怒らない。
（上記の条件にあてはまるリスナーは電話番号とアピールポイント、身長、体重、3サイズ、バカリズムへのメッセージを明記し更に顔写真を添付の上、メールにて応募する規定があった。）
第1回ゼロッポングランプリ
特番第2回（2012年10月12日）
一番面白くない大喜利王を決めるコーナー。
バカリズムの師匠オーディション
特番第2回（2012年10月12日）
バカリズムのボーカリストオーディション
特番第3回（2013年5月3日）
ばかりんだよぉ

### オールナイトニッポンPremiumでのコーナー
空想悪口
空想の有名人キャラに対して悪口を言うコーナー。
秘密の花園
周りに秘密にしていることを、本名非公開で暴露するコーナー。大半は性体験に関するメールだが、その他の秘密も送られてくる。それらのメールは「チャラ」と呼ばれ、性体験に関するメールを読み終わった後に読むことが恒例となっている。
また、オールナイトニッポンPremiumでも「架空○○日記」と「エロリズム論」は継続して行われた。

## ゲスト

### バカリズムのオールナイトニッポンGOLD時代

#### 2013年
- 10月21日…オードリー
- 12月9日…長野せりな、朝日奈央（アイドリング!!!）（21時台のオープニングトーク中に飛び入りゲスト）
- 11月25日…小出祐介（Base Ball Bear）（番組終了間際の飛び入りゲスト）
- 12月9日…狩野英孝
- 12月23日…長野せりな、酒井瞳（アイドリング!!!）（オープニングトーク中に飛び入りゲスト）

#### 2014年
- 1月20日…ナイツ
- 1月27日…松井玲奈（番組終盤のみ、この番組の後に放送されている番組「ミュ〜コミ+プラス」で、アシスタントとして出演している。）
- 3月31日…堂島孝平
- 4月21日…オードリー
- 5月19日…劇団ひとり
- 6月2日…小出祐介（Base Ball Bear）
- 6月9日…千秋、中川翔子

タモリ(コメント出演)
- 7月14日…いきものがかり
- 8月18日…土岐麻子
- 9月15日…テイ・トウワ
- 10月20日…オードリー
- 11月24日…菊地亜美

#### 2015年
- 1月26日…BOSE（スチャダラパー）
- 2月2日…ナイツ
- 2月16日…峰なゆか
- 4月27日…中川翔子、夢眠ねむ（でんぱ組.inc）
- 6月8日…若林正恭（オードリー）、YOU
- 6月15日…ハマ・オカモト（OKAMOTO'S）（番組終了間際に飛び入り）
- 8月3日…横山ルリカ、河村唯（アイドリング!!!）（『CD再生工場』の最中に飛び入り）
- 8月24日…オードリー

### バカリズムのオールナイトニッポンPremium時代
- 2018年3月1日…陣内智則

## その他の出演者
- 桜林美佐…ニュースコーナー担当

## 特別番組による休止

### 2014年
- 1月6日 - ありがとう大瀧詠一さん、NIAGARA Forever![10][11]（パーソナリティ・くり万太郎、インタビュー出演・小倉エージ、伊藤銀次、大貫妙子、杉真理、坂崎幸之助、鈴木雅之ほか[12][13][14]）
- 8月25日 - 小林克也のオールナイトニッポンGOLD[15]
- 11月17日 - ニッポン放送開局60周年記念 オールナイトニッポンGOLD オリジナルラジオドラマ『オオカミの末裔』（出演：大原櫻子、須賀健太、斎藤工、マキタスポーツ、相島一之、高嶋政伸、林原めぐみ、桐本琢也、高橋努、龍田直樹、中村雅俊、斉藤由貴、竹下景子）
- 12月8日 - オールナイトニッポンGOLDスペシャル 高倉健 旅の途中で…（パーソナリティ・薬師丸ひろ子）
- 12月29日 - レキシのオールナイトニッポンGOLD

### 2015年
- 4月20日 - 小林克也のオールナイトニッポンGOLD〜わが人生の一曲 My Best 1〜

## スタッフ
- 構成：平松政俊
- ディレクター：宗岡芳樹